# Клејхачи (Алабама)
Клејхачи (енгл. Clayhatchee) град је у америчкој савезној држави Алабама. По попису становништва из 2010. у њему је живело 589 становника.

## Демографија
Према попису становништва из 2010. у граду је живело 589 становника, што је 88 (17,6%) становника више него 2000. године.
| Група             | 2000.       | 2010.       |
| Белци             | 463 (92,4%) | 547 (92,9%) |
| Афроамериканци    | 21 (4,2%)   | 10 (1,7%)   |
| Азијати           | 4 (0,8%)    | 2 (0,3%)    |
| Хиспаноамериканци | 9 (1,8%)    | 14 (2,4%)   |
| Укупно            | 501         | 589         |